# 銃規制

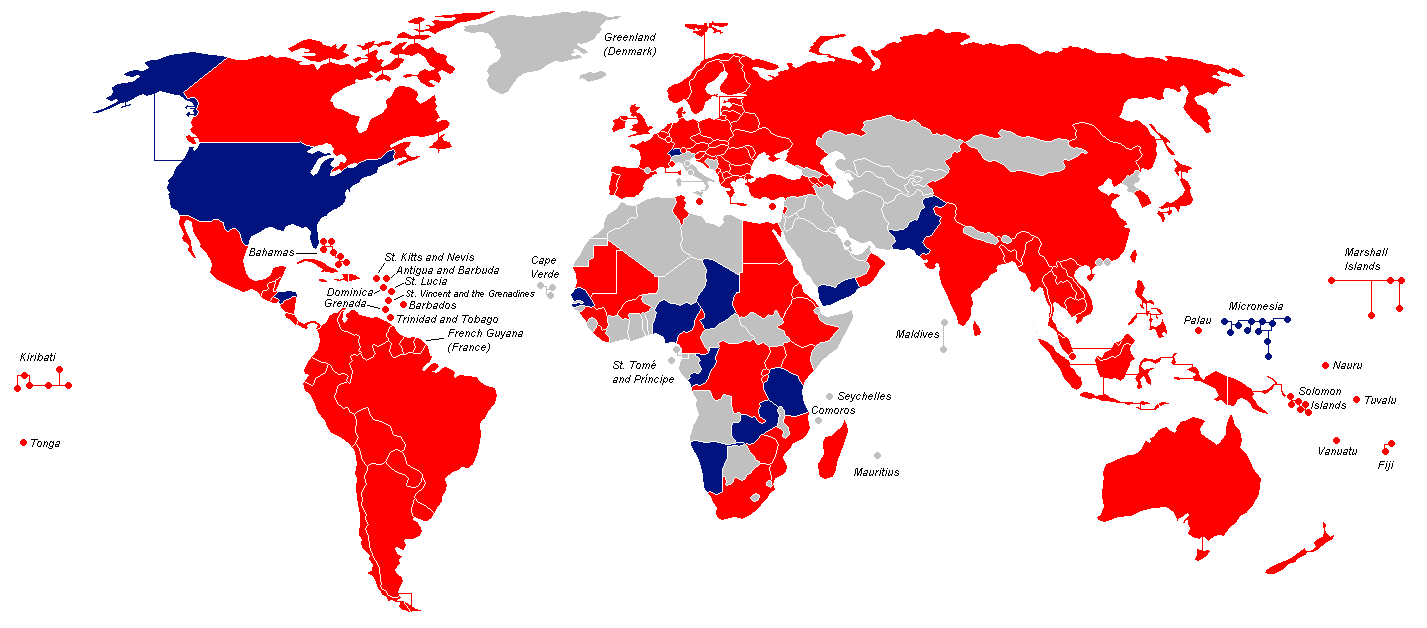
シドニー大学による国別の銃器の規制方針。
寛容的
制限的
データなし

銃規制（じゅうきせい）は、銃の所持・携帯・使用・販売などを制限・禁止したり条件を課したりする法令や政策をいう。軍や警察にも銃の取り扱いに関する規則・規制があるが、一般には民間人の銃に対するものを指すことが多い。本項目ではもっぱら民間人の銃に対する規制について解説する。

## 日本

### 歴史

#### 近世
16世紀の鉄砲伝来以降、日本では火縄銃型の鉄砲が量産された。戦国時代末期には50万丁以上が国内に存在していたともいわれ、当時の世界最大の銃保有国とされる。
全国規模の銃規制は、一揆に対する予防措置として豊臣秀吉が実施した刀狩にはじまる。天正16年（1588年）に全国規模で命じた刀狩令は、百姓身分が刀、槍、弓、鉄砲そのほか武具の類いを所持することを禁止するものであった。それまで日本は戦国時代であり、農民であっても戦に参加するのも珍しくなく、武士以外の者も公然と武具を所有していた。しかし、刀狩によって武士以外の者が武装することは禁じられ、武士とそれ以外の身分がはっきりと固定されるようになった。なお、この時の刀狩では、ある程度鉄砲が没収されたが、実際にはかなりの量が没収されずに残ったようである。
江戸時代初期の幕府は、争いに鉄砲を含めた武器を持ち出すのを禁止しつつ、鳥獣に対して用いる鉄砲については所持と使用を認めていた。
徳川綱吉の時代、貞享4年（1687年）の諸国鉄砲改めにより、全国規模の銃規制がかけられた。武士以外の身分の鉄砲は、猟師鉄砲、威し鉄砲（農作物を荒らす鳥獣を追い払うための鉄砲）、用心鉄砲（特に許された護身用鉄砲）に限り、所持者以外に使わせないという条件で認められ、残りは没収された。この政策は綱吉による一連の生類憐れみの令の一環という意味も持ち、当初は鳥獣を追い払うために実弾を用いてはならないとするものだった。それでは追い払う効果が得られず、元禄2年（1689年）6月には実弾発射が許された。諸藩は幕府の指令に従って鉄砲を没収あるいは許可し、その数を幕府に報告するよう求められたが、綱吉の死とともに幕府の熱意は薄れ、報告義務はなくなった。とはいえ銃統制そのものがなくなったわけではなく、幕府・諸藩に許可された鉄砲以外は禁止するという制度が形骸化しつつも幕末まで続いた。
諸国鉄砲改めの時もその後も、同一地域内でも村によりかなりのばらつきがあるものの、領内の百姓所持の鉄砲数が武士の鉄砲数をはるかに上回るような藩が多くあった。それでも民衆層は鉄砲を争闘に用いることを自制し、たとえば百姓一揆や打ち壊しに鉄砲を持ち出すことはなかった。
幕末には対外防衛の必要から規制が緩和され、広島藩など一部の藩では大量の鉄砲の存在が確認された。この増加が緩和による鉄砲数の実際の増加なのか、隠し持っていた鉄砲の顕在化なのかについてはなお議論がある。
松前藩や江戸幕府はアイヌ支配の観点から銃器の流通を厳しく制限しており、トリカブトの毒とアマッポ（仕掛け弓）を使った伝統的な狩猟を行っていた。

#### 近代
明治以降、1945年までの銃規制は、規制をかけつつ原則として容認する点で幕末と変わらなかったが、廃仏思想の高まりによる殺傷禁断の戒律の緩み、江戸時代の厳しい禁猟政策に対する反動などにより、市民の間で銃器による狩猟が盛んとなった。このため乱獲による大型鳥類の減少、市街地での銃猟などの危険な行動、狩猟中の誤射による負傷事故などの問題が発生したことから、明治政府は1872年（明治5年）に銃の所持を許可制とする銃砲取締規則と、銃猟の規則を定めた鳥獣猟規則を制定した。別に1884年（明治17年）制定の火薬取締規則があり、これと銃砲取締規則を統合して、1899年（明治32年）に銃砲火薬類取締法を制定した。銃砲火薬類取締法には1910年に大きな改正（明治43年法律第53号）があった。郵便逓送人が持つ拳銃は1873年に所持が許され、1887年現金書留配達需要が増したため「郵便物保護銃規則」に定められた。
明治維新に北海道の開拓が本格化すると、アイヌが仕掛けたアマッポによる事故が続発したため、開拓使は1876年（明治9年）に北海道全域でアマッポの使用を禁止し、代わりとしてアイヌへの銃器の貸し出しと取り扱い指導を行うこととなったが、日高地方のアイヌから猶予を求める嘆願書が提出されているなど、即時には受け入れられなかった。しかし旧式の火縄銃ではあるが単独でも確実な狩猟が出来るなど、利便性が高いことから次第に広まっていった。
銃砲火薬類取締法は、銃砲を軍用と非軍用に分けた。軍用の銃砲とは、日本軍で現に用いているか、それに匹敵する性能を持つものである。たとえば距離1000メートルで命中したときに殺傷能力を持つ銃は、軍隊になくとも軍用銃の扱いとなった。また、性能が劣っていても軍が用いているなら軍用銃砲となった。非軍用銃砲は、軍で用いるには性能が劣る銃砲で、陸軍から払い下げられて猟銃とされた旧式の銃がその典型である。軍用銃砲についてはその譲り渡しと譲り受けの両方について警察官署の許可が必要であり、許可は2か月間ののち失効したが、非軍用銃砲は許可なしに取得・譲渡できた。所持には規制がない。軍部では収益事業の一環として旧式化した村田銃の一部を散弾銃に改造し民間に払い下げたことで、火縄銃を使い続けていたマタギやアイヌにも近代的な銃器が広まった。
軍人は非番であっても護身用として拳銃や短刀を所持することが許されていた。
別に、1910年制定の銃砲火薬類取締法施行規則（明治44年勅令第16号）の第39条と第40条によって、軍用・非軍用にかかわらず容易に隠し持てる形と大きさの武器を「拳銃、短銃、仕込銃、仕込刀剣その他の変装武器」としてまとめ、さらに厳しい規制をかけた。「仕込刀剣」が含まれるように、隠し持てる武器が規制対象である。これらは所持・授受・運搬・携帯が許可制であった。警察官署は安寧秩序の維持に問題があると考えれば随意に不許可にすることができたが、基本は許可するものなので、護身用の拳銃所持・携帯は普通に認められた。例外として、陸軍軍人が正装用に持つ拳銃と、郵便逓送人が僻地で郵便物保護のために持つ拳銃は、職務のためとして許可が不要とされた。

#### 現代
1945年には敗戦の混乱のなかで旧日本軍から横流しされた軍用銃が大量に出回った。1946年6月15日施行のポツダム緊急勅令、銃砲等所持禁止令（昭和21年勅令第300号）によって、狩猟用等を除き民間の銃の所持は禁止されることになった。1950年11月30日にポツダム政令である銃砲刀剣類等所持取締令が施行、1958年に銃砲刀剣類等所持取締法（銃刀法、昭和33年法律第6号）が制定され、1965年の改正で題名を銃砲刀剣類所持等取締法と改められ、その後も改正を受けて現在に至っている。軍用銃所持が沈静化して以降は、不法な銃の所持は暴力団や一部の市民の改造拳銃や輸入拳銃が中心となった。
1947年生まれの景山民夫は広島市に転居した小学生時代に、夜店で拳銃が売買されるのを目撃しショックを受けたと著書に記している。
1960年代までは狩猟用としての規制は緩く、東北地方では狩猟免許や銃器所持の許可を得ていなくても、マタギであれば黙認されていたという。
現在まで銃規制に反対する政党や政治家はおらず、国民からの規制反対意見も少ないため、ルネサンス佐世保散弾銃乱射事件の影響で規制が強化されるなどしている。一方で規制が厳しすぎて猟師の新規参入が難しくなり害獣駆除に支障を来していることから、規制を緩和する要望が猟友会などから出されているが、あくまで狩猟用であり護身用の銃規制を緩和する動きは全く見られない。
護身用としては、北極上空を通過してヨーロッパへ向かうルートを飛行する旅客機には、サバイバルキットと共にホッキョクグマ対策のライフルが搭載され、乗員が射撃訓練を受けていた例がある。

### 現状
現在の日本における銃規制は主に銃砲刀剣類所持等取締法（銃刀法）を根拠とする。同法は、拳銃・小銃・機関銃・砲・猟銃その他金属性弾丸を発射する機能を有する装薬銃砲および空気銃を銃砲と定義し、法令に基づき職務のため所持する場合などを除き、原則として所持を禁止している。これは世界的にも厳しい規制であり、日本の殺人事件において銃器によるものの割合は全体の3.5%と世界で2番目に低い数値となっている。また、日本では狩猟や射撃競技の認知度が低く、国民が銃器を所持している割合は0.3%程度と世界で最も低い。このような厳しい所持規制や銃器を使用した犯罪が少ないことから、モデルガンやエアソフトガンなどの流通には寛容であり、日本独自の遊戯銃の文化が発展した。
ただし、遊戯銃のうち金属製モデルガンについては、これらを用いた犯罪の多発により1971年に外観規制（模造拳銃規制）、1977年に構造・流通規制（模擬銃器規制）が施行されており、エアソフトガンについても傷害・器物損壊事件の増加により、2006年に威力規制（準空気銃規制）が施行されている。これらの規制以外に、銃刀法の直接の改正には至らなかったものの、1986年に国際産業が発売したM29パワーアップマグナム、1994年にアサヒファイアーアームズが発売したM40、2008年にタナカワークスが発売したカシオペアシリーズが真正銃に当たるとの鑑定結果を受けて販売禁止・回収が命じられている。
精巧な遊戯銃が流通する一方で、かつてはその技術水準の高さから世界の銃器メーカーのOEM供給元として大きな評価を得ていた国内の拳銃・ライフル・散弾銃・空気銃メーカーは、銃刀法の規制が強化されていった1980年代以降徐々に淘汰が進んでいき、2010年代現在は事実上各銃種ごとに1社ずつしか存在しないという、民間産業としては死滅に近い状態に至っている。
銃の所持許可は各都道府県の公安委員会が管轄しているが、許可に当たっての審査基準や試験の難易度は全国一定ではなく、都道府県毎にばらつきがあるとされる。過去に銃器を用いた事件が発生した都道府県ほど、所持許可の新規取得が難しいといわれており、三菱銀行人質事件が発生した大阪府、歴代市長が二度にわたって銃撃された（長崎市長銃撃事件・長崎市長射殺事件）他にルネサンス佐世保散弾銃乱射事件が発生した長崎県、カービン銃での立て篭もり事案（金嬉老事件）が発生した静岡県におけるライフル銃の所持、あさま山荘事件が発生した長野県、少年ライフル魔事件が発生した東京都などでは審査基準が厳しいとされている。逆に狩猟が盛んでクマ対策が求められる東北地方では、狩猟を目的として猟友会に所属すれば前述の地域より緩いとされる。
所持が許可されるライフルの形態等には制限があり、ピストルグリップがストックから独立している軍用型ライフルの所持は認められていない。日本でもM16の民間向けモデルであるAR-15スポーター（軍用モデルと違い全自動射撃ができない）の所持が可能だが、口径6ミリメートル以上およびサムホールストックに改修することが条件となっている。また、軍用ライフルで銃口付近に設けられていることが多い着剣装置については、銃剣の所持規制の関係から破壊・除去する必要があるとされているほか、銃刀法上明確な言及はないが、豊和M300やスターム・ルガー・ミニ14、イズマッシュ・サイガ・セミオートライフルなど、.30カービン弾などを、箱弾倉を用いて装填するタイプのライフルは、箱弾倉を海外で販売されている多弾数のものに交換するなどの違法な改造が容易なため、新規の所持許可や譲渡許可が下りにくいとされている。
このように、銃の所持許可を取得するための条件が厳しいため、近年は狩猟人口やクレー射撃競技人口自体が減少傾向にあり、鹿や猪などの個体数が増加し、農作物の食害や、自然の山林が破壊される事例が増えていることから、銃所持の条件を緩和する案が何度か出されている。射撃競技でも、18歳以下のライフル射撃競技者が自ら銃を所持する場合は自宅保管が行えず、ピストル競技に至っては、競技人口がエアピストルは18歳以上の500人以下、装薬ピストルは50人以下に制限されており、競技人口の伸び代が期待できない状況に置かれている。
歴史的な価値を有する銃であっても、古式銃ではなく現代銃に該当するものは展示に制限がある。高知県立坂本龍馬記念館で坂本龍馬の愛用品と同じスミス&ウェッソンの「No.2 アーミー」を展示したところ、施設の管理者が財団法人で公務員が常駐していないため、高知県警察から違法の可能性を指摘され撤去した。後に同館職員3名を県の委嘱員とすることで法的な問題を解決し、展示が再開された。なお同県の青山文庫でも同型の銃を保管しているが、管理者が自治体であるため問題視されなかった。
軍・法執行機関向けの銃器は豊和工業が製造しているが、海外への輸出が制限されていることから納入先は日本警察、海上保安庁、自衛隊等にとどまり量産効果が発揮されず、89式5.56mm小銃のように調達価格が高止まりしている例が多い。
2013年11月、日本船舶に小銃などで武装した警備員（外国の警備会社所属）の乗船を認める海賊多発海域における日本船舶の警備に関する特別措置法（平成25年法律第75号）が成立した。アデン湾などの海賊多発海域に限るが、日本において、民間人の防衛目的での銃での武装を認める初めての法律である。
不法に銃器を製造する事件が何度か発生しており、オウム真理教の自動小銃密造事件を始め、2014年には3Dプリンター銃製造事件が発生している。また丸山ゴンザレスが2017年にフィリピンのセブ島にある銃の密造工場を取材したところ、フレームは日本で製造した物を輸入しているとの証言を暴力団に雇われたフィリピン人職人より得ている。2022年には自作銃を使用した安倍晋三銃撃事件が発生した。

## アジア

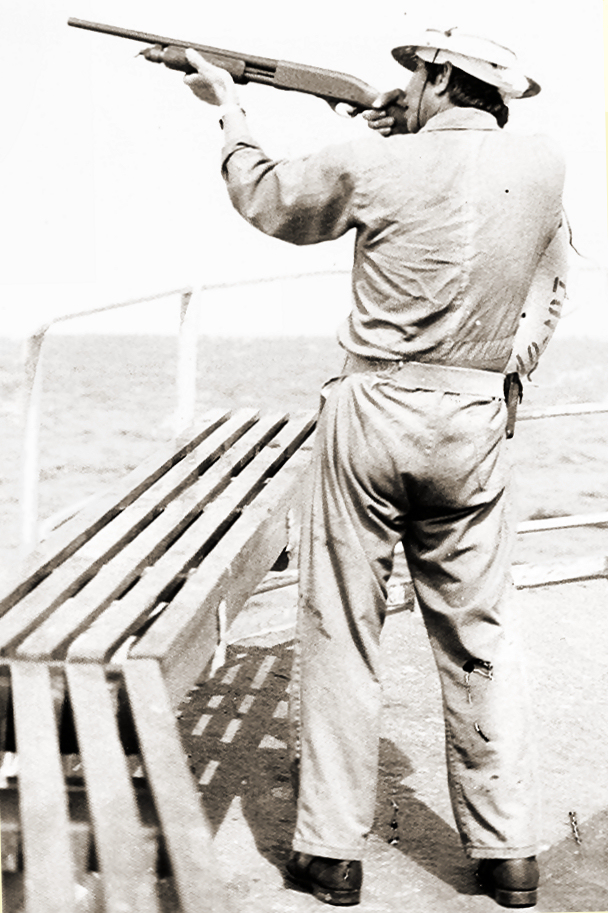
マラッカ海峡で海賊撃退の訓練を受けるアメリカ商船の船員（1984年）

### 東アジア
中国での所持は厳しく規制されているが、ネット上に設計図や操作マニュアルが流出していることや、国内に製造設備があるため、不法に製造された銃器が黒社会の間で取引されている。また現金輸送車に搭乗する警備員は、散弾銃などを所持している。
韓国では、ショットガン、ライフル、拳銃は許可を取れば入手できるが、銃器を警察署に常時預けておき、射撃のために使用するごとに警察署から借り出し、使用後はふたたび返却しなければならない。銃器による事件が増えたことを契機にさらに銃規制の強化が検討されている。
台湾では規制が厳しく所持は容易ではない。猟銃は台湾原住民の文化伝承としても許可されるが届け出制のため不法所持は少ないという。しかし台湾黒社会では密輸した銃器やエアソフトガンを違法に改造した銃器が流通しており問題となっている。

### 南アジア
インドでは自衛目的での所持も許可されるため、2016年末の時点で約340万人が許可を受けている。
パキスタンでは銃器の不法所持は7年以下の拘禁もしくは罰金又は両刑の併科となり、また模造品の弾丸など紛らわしい物を所持していると航空機への搭乗拒否や逮捕に繋がることもあるなど厳しく取り締まられている。しかしペシャーワル郊外などには銃器の密造産業化しているため、誰でも格安で入手できることから、都市部では銃を使った強盗が多発している。また土産として購入した観光客が逮捕される事件も発生している。密造された銃器は南アジアを始め各地のテロリストの手に渡っていることから、当局が取り締まりを強化した結果、密造は減少しつつある。

### 東南アジア
マラッカ海峡の海賊や反政府ゲリラが不正に入手した銃器で武装しているため、付近を航行する外国商船の船員も自衛用として銃器を所持していた。
シンガポールでは競技用の許可は下りるが競技人口は少ないという。Arms Offences Actで規定された銃器を含む武器を使用した犯罪には鞭打ち刑や死刑などが科される。
マレーシアでは自衛用として一般人の所持が許可されているが、厳格な審査がある。
フィリピンでは規制が緩く、セブ島などの観光地に銃器の密造を行う工場があるなど政府が把握できない銃が流通しており、各地で銃犯罪が多発している。観光客向けの射撃場が多数ある。
インドネシアでは銃器爆発物法により規制されているが、市内では安価で購入できることから銃犯罪が多発している。

## 米州

### アメリカ
移民の開始から、銃による自衛は当然であり、西部開拓時代には銀行強盗や列車強盗からの自衛、先住民族との抗争が頻発したことで、自分の身は自分で守るという伝統が根付き、銃規制にも影響を与えている。また州の独立性が強いことから、規制範囲に州差があり、フルオートの銃器が許可されている州から、所持が難しい州まで様々である。
銃規制に反対するロビー団体が多く、特に全米ライフル協会は政治に大きな影響を及ぼしている。

### カナダ
カナダでは狩猟が盛んであるため需要が多く、ハンドガンやライフルは許可制となっている。銃規制の根拠法は連邦法で、規制内容は全国共通であり、アメリカのような州ごとの法差がない。所有できる銃はNon-Restricted Weapon（規制対象外）、Restricted（規制対象）、Prohibited（禁止対象）の3種類にカテゴリー分けされている（Non-Restricted Weaponは直訳の規制対象外ではなく実際には免許や登録が必要である）。Non-Restrictedには狩猟用ライフル銃、ショットガン等が該当し、Restrictedには拳銃と一部のアサルトライフル系・セミオート銃、Prohibitedには以前許可されていたが、その後所持が禁止されたセミオートライフルや拳銃が含まれる。Prohibited（禁止対象）であっても、所有者がその銃を購入した時点で合法であり、その後法改正で所持が禁止された場合は所持可能であるが、売買できるのは同じ銃を所有している者に対してのみとなる。フルオートで発射可能な銃の所持は認められておらず、銃身が105mm以下の拳銃、サイレンサー等も違法であるなど、狩猟用以外は厳しい規制がある。
銃を所有するにはPAL（Possession and Acquisition License）が必要で、規定の講習を受けテストに合格する必要がある。
Restrictedカテゴリーの銃を所有するにはさらにRestricted Weaponコースの受講とテスト合格が必要になる。1998年に施行された法案、C-68により、すべての銃について政府への登録義務があることとされたが、予想以上の登録・管理コストの増大が問題となり、保守党政権となった2006年以降、登録をしなくとも罰則規定を執行しない恩赦状態となっている。特に狩猟用ライフル、ショットガンの登録義務については廃案へ向けた運動もあるが、2011年現在廃案とはなっていない。
銃の携帯については一般には認められておらず、銃を携帯できるのは警察、軍、司法関係と現金輸送を行う民間業者など非常に限られている。すべての拳銃はRestrictedカテゴリーとなり、登録した保管場所と射撃練習を行う射撃場間のみの輸送が認められ、それ以外に運ぶ場合は例えば拳銃射撃大会への参加証明書等がない場合は違法となる。また通常射撃訓練を行う認可された射撃場名と住所の入ったTransport Permit（輸送許可証）が銃の登録証とは別に必要である。Non-restrictedカテゴリーのライフルやショットガンは弾を装填しない状態でトランク等に入れ運ぶことは許可されている。
拳銃はマガジン装弾数10発まで、ライフル銃は5発までとなっている。拳銃の中で.25と.32口径は所持禁止の口径となっているが、これはサタデーナイトスペシャルの多くがこの口径であるためである。国際競技のセンターファイヤーピストルで使われる銃も多くがこの口径であるが、主な競技拳銃については所持が許可されている。
セミオートのライフルに関しては1989年のモントリオール理工科大学虐殺事件でミニ14が使われたことで規制が強化された。またこの事件を機に発砲行為に対する警察の対応も改められた。後にドーソン・カレッジ銃乱射事件において犠牲者を減らす努力につながったとされている。
銃規制は銃を使った犯罪防止が目的の一つであるが、実際には陸続きになっているアメリカから密輸入された銃器が犯罪に使われることが多い。銃を使った殺人事件は2005年の統計で人口100,000人に当り0.6人となっている。
ジャスティン・トルドー首相は2018年にトロントで発生した銃乱射事件の現場で献花した際、銃規制について問われると「広範囲な選択肢」を検討しているとの発言にとどめた。
2020年5月1日、トルドー首相はノバスコシア州で発生した無差別大量殺人事件を受けて「アサルトタイプ」の銃火器、約1500モデルの販売を禁止すると発表した。規制対象の銃器を所持している者は2年以内の破棄が求められる。これに対し、「火器所有権のためのカナダ人連合(Canadian Coalition for Firearm Rights)」がオタワで5000人規模の抗議デモを行った。

### ブラジル
ブラジルでは銃と弾薬の販売禁止に関する国民投票が2005年10月23日に実施され、反対多数により規制強化は行われないこととなった。

## オセアニア

### オーストラリア
オーストラリアでは、ポートアーサー事件を契機に厳格化され､それまで何度か起きていた銃乱射無差別殺害事件がすっかり影を潜めた。
シドニー大学の調査では所持率は人口100人当たり13丁とされる。

### ニュージーランド
ニュージーランドではイギリス統治時代にスポーツハンティング用の動物が持ち込まれて以降狩猟が盛んになり、16歳以上で講習やテストに合格すれば所持免許が下りるため、イギリスやオーストラリアよりも所持率は高い。また海外からのツアー客もライフルを使用した狩猟や射撃体験が可能であり、母国の客を相手にするガイドもいる。セミオートの銃器も許可が下りるが登録制度が無いため政府は正確な保有率を把握しておらず、シドニー大学の調査では人口100人当たり33丁とされる。2019年3月15日に発生したクライストチャーチモスク銃乱射事件を受けてジャシンダ・アーダーン首相は規制を強化すると発表した。

### パプアニューギニア
パプアニューギニアでは外国人でもライセンスを取得すれば護身目的で所持が可能である。
ポートモレスビーなどの都市部は治安が悪く、若者が手製の銃を所持していることが多いという。また「ラスカル」と呼ばれる若者の犯罪グループや武装グループは手製の銃だけでなく、インドネシアやオーストラリアなど近隣の国から入手した高性能な銃器も使っている。
部族間抗争でも銃器が使われているため、救世軍が銃と聖書を交換する取り組みを進めている。

## 欧州

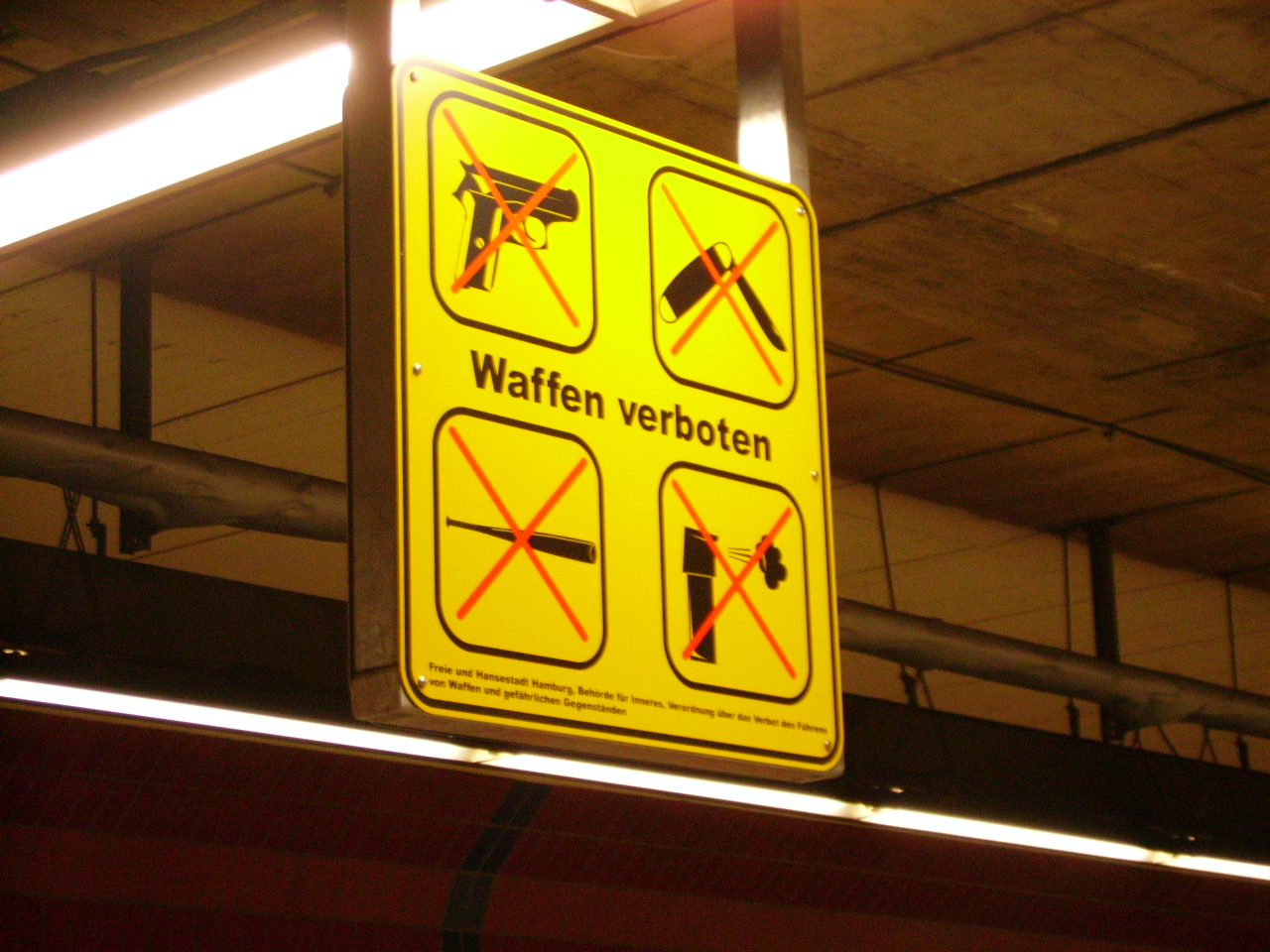
ドイツの店舗に張られた武器持ち込み禁止のサイン。バットや催涙スプレーなども含まれている。

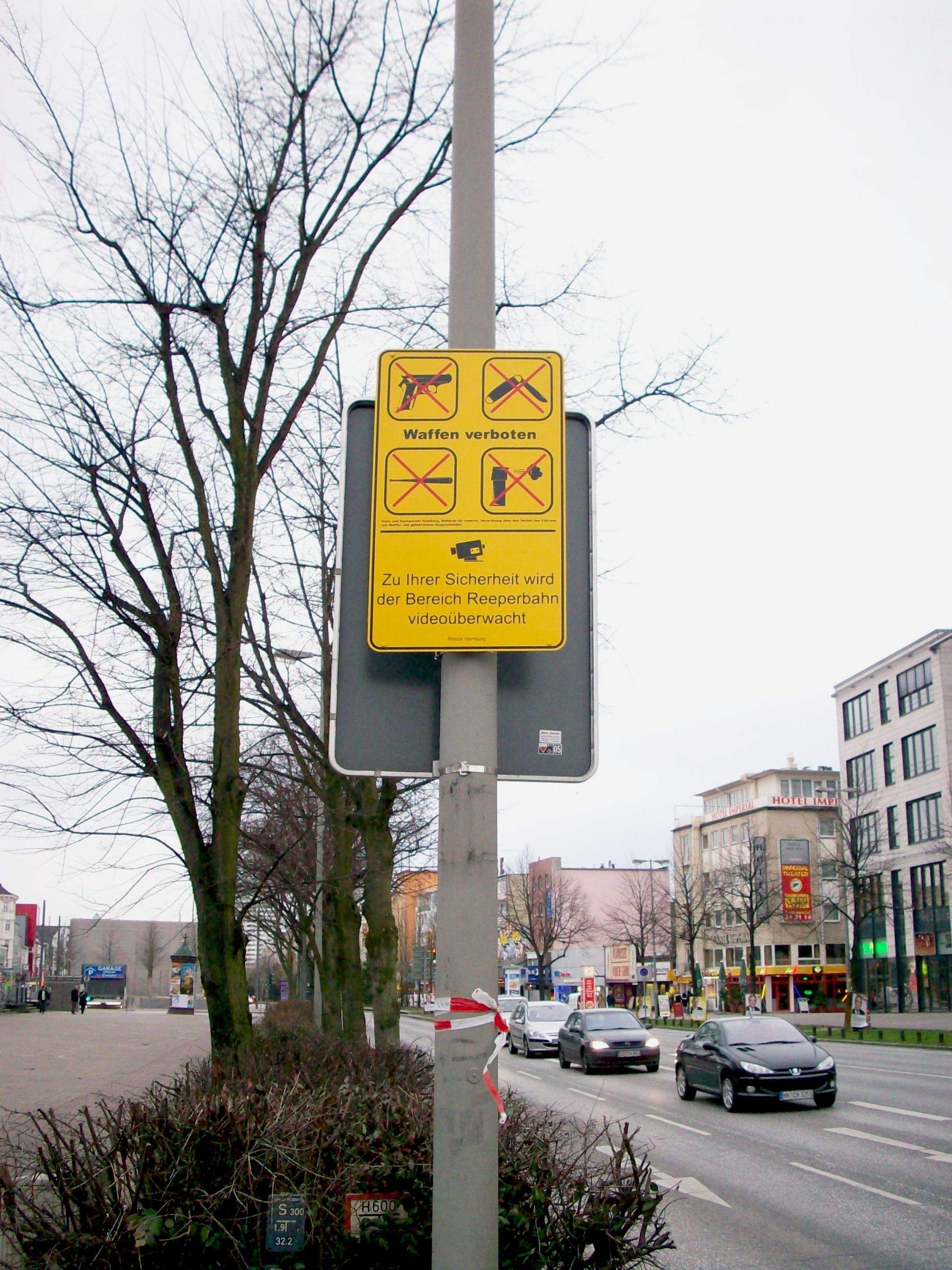
ハンブルクの路上に掲示された武器持ち込み禁止区域のサイン。監視カメラで撮影していると警告している。

かつては郵便物や現金・小切手を狙う強盗対策として郵便配達人に拳銃所持が許可されていたが、現代では多くの国で許可されていない。
オリエント急行は人里離れた場所を長時間走ることから、過去には列車強盗対策として乗客が自衛用の銃器を所持することが求められていた。
アルバニアを除けば許可制を取っており免許が必要となる。国によって差はあるものの、州によってはスーパーマーケットで銃が販売されているようなアメリカに比べれば相当所持条件は厳しいが、競技用や狩猟用は日本よりは許可が取りやすい傾向にある。ただし、イギリスのように日本と同じくらい規制が厳しい国も存在する。また、免許を取るにはそれなりに時間がかかる。警察官以外にも、警備員が許可を得て拳銃を携帯している場合もある。
一般的に射撃競技や狩猟が盛んなため、銃器を所持している世帯の割合は5-20%程度である。最も低いオランダで1%台である。日本では所持できない拳銃や、所持が困難なフルオートのライフルも許可を取れば入手できる。最近ドイツではピストルグリップがストックから独立したタイプの銃の所持が可能になった。スペインでは性格検査や心理テストなどユニークな検査をしている。基本的に銃身が長ければ長いほど所持の許可が出やすい傾向がある。これは銃身が長ければ服のなかやバッグのなかなどに隠すことが困難になり、犯罪に利用しにくくなるからである。多くの国では銃以外にも武器となる物は店舗内への持ち込みが禁止されている。
ドイツ、フランス等、国民に対し護身用目的の銃を認めている国もある。警備員（身辺警護担当のみ）や宝石商など危険にさらされやすい職業にも護身用に許可されるケースが多い。ノルウェーでは一部の地域で野生動物からの自衛用として所持を認めている。
北欧諸国はギャング対策に苦慮しているが、スウェーデンでは特にギャングによる犯罪か多発し、EU域内で最も銃犯罪が多い要因となっている。市街地でおもちゃの銃を持っている男性が警官に射殺される事故も発生している。銃犯罪の増加は2022年のスウェーデン民主党躍進に繋がった。スウェーデン民主は銃犯罪対策や規制を強化するとしている。
全米ライフル協会のような大規模なガンロビー団体がないため、凶悪犯罪が起きるたびに規制が強化される傾向にある。

### スイス
スイスは、古くから国民皆兵が浸透していることもあり、過去に一部の州では男性は銃を持っていないと結婚が出来ないという現代とは逆方向の規制を行う法律も存在した。1999年、連邦レベルで銃規制法を制定し、一部銃器の所持禁止や銃器所持の許可制度を導入。銃、弾薬についても常時追跡管理されるようになった。2011年、軍用ライフルの自宅保管をやめることを求めた国民投票が行われたが否決されている。
スイスの所持率はヨーロッパの中では高く2016年では24.45%の世帯が1丁以上の銃器を所持しており、自宅保管以外にも地域にある武器庫へ保管することも可能である。
2019年5月19日、銃規制をEUの基準に合わせるかを決める国民投票が実施され、63.7%の賛成で可決された。

### ノルウェー

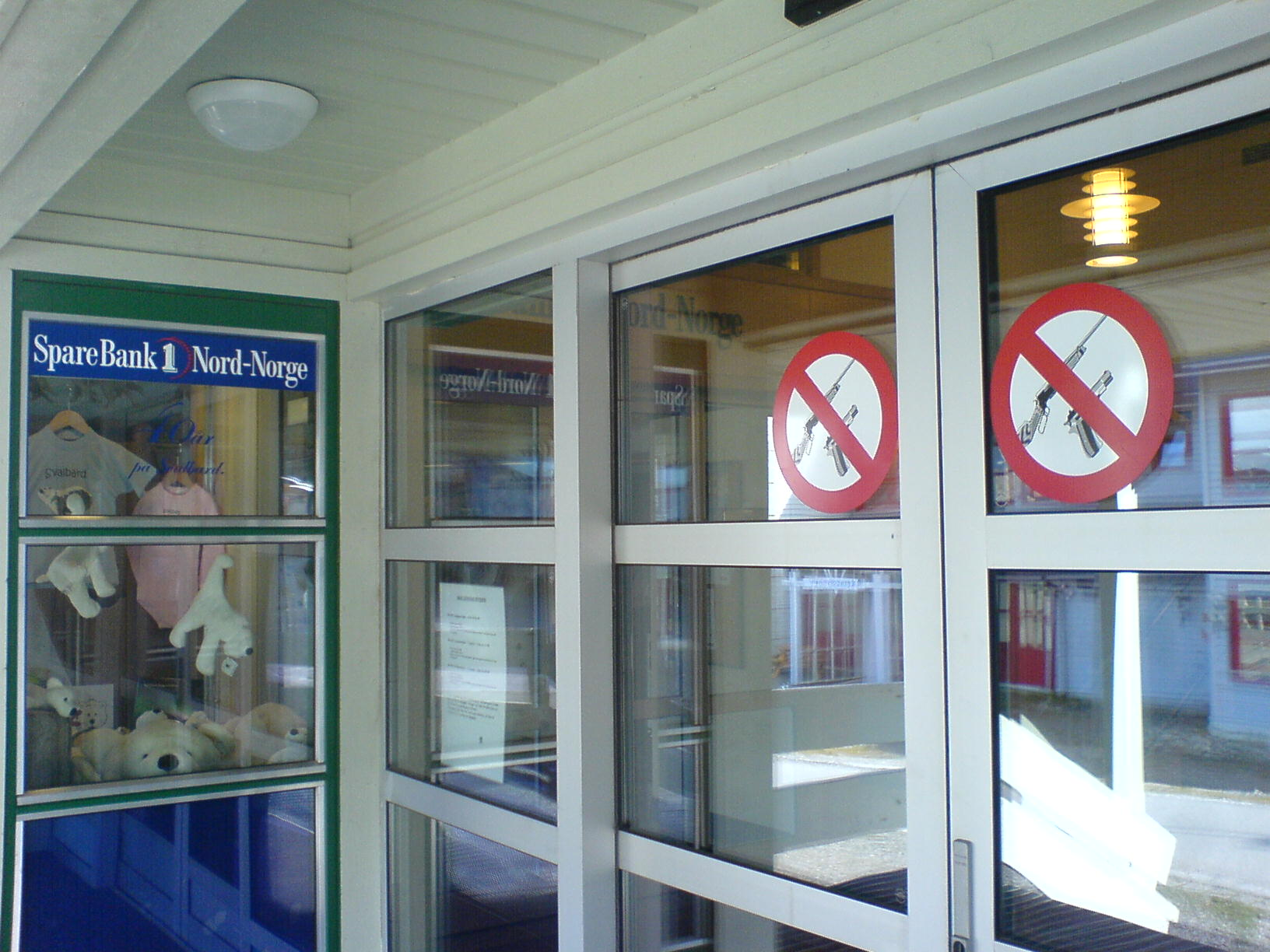
ロングイェールビーンの銀行に掲示された銃持ち込み禁止の標識

ノルウェーでは18歳以上で猟銃や競技用銃（ライフルや散弾銃）の所持許可が下りるが、健康状態に問題がある場合には許可が取り消される。これとは別に射撃競技や狩猟の許可証が必要となる。拳銃は21歳以上に制限されている。狩猟が盛んであるため許可が降りている者は地元知事の許可と免許を提示して銃砲店からレンタルし狩猟が可能であるが、4週間を超えて所持する場合は別の許可が必要となる。
ノルウェー連続テロ事件の調査委員会による報告書ではセミオートのライフルを規制すべきとの勧告が行われ、2021年以降は規制されることとなったが、猟師の多くが使用しているため狩猟用は規制の例外となった。
ロングイェールビーンでは居住区外に出る際、ホッキョクグマ対策として取り扱いに不慣れでもライフルを携行するか、所持許可を受けた者が同行することが義務づけられている。なおホッキョクグマのハンティングは禁止されているため、原則として信号拳銃や騒音で追い払うことが推奨されており、追い払えなかった際の最終手段として射殺が許可される。許可が下りるのは地元の人間の他に観光ツアーのガイドや、スヴァールバル大学の研究センターでフィールドワークを行う研究者や同行する案内人も申請すれば許可が下りる。また観光ガイドは外国からの移住者もおり所持の許可を受けた者もいる。地元の大学ではフィールドワーク実習があるため全ての学生がライフルの取り扱いを学ぶ。ロングイェールビーンでは銃砲店が自衛用のライフルを滞在者向けにレンタルしており所持者は多いが、店舗内は持ち込み禁止となっている。

## アフリカ
アフリカの紛争国や内戦地域においては、政府軍から民兵などへ銃器が横流しされており規制は無いに等しい。またそれら銃器が隣国に流れ周辺諸国の治安悪化にもつながっている。南アフリカ共和国のような発展した国でも銃規制が緩いため都市部での銃犯罪が多発している。
ワシントン条約では例外規定として国立公園におけるスポーツハンティングに制限が無く、大型の野生動物を狩る「トロフィー・ハンティング」を目当てとした客が多く訪れている。これが観光資源となっていることから、ナミビアなどでは外国人も猟銃を使った狩猟が可能である。

## 中東

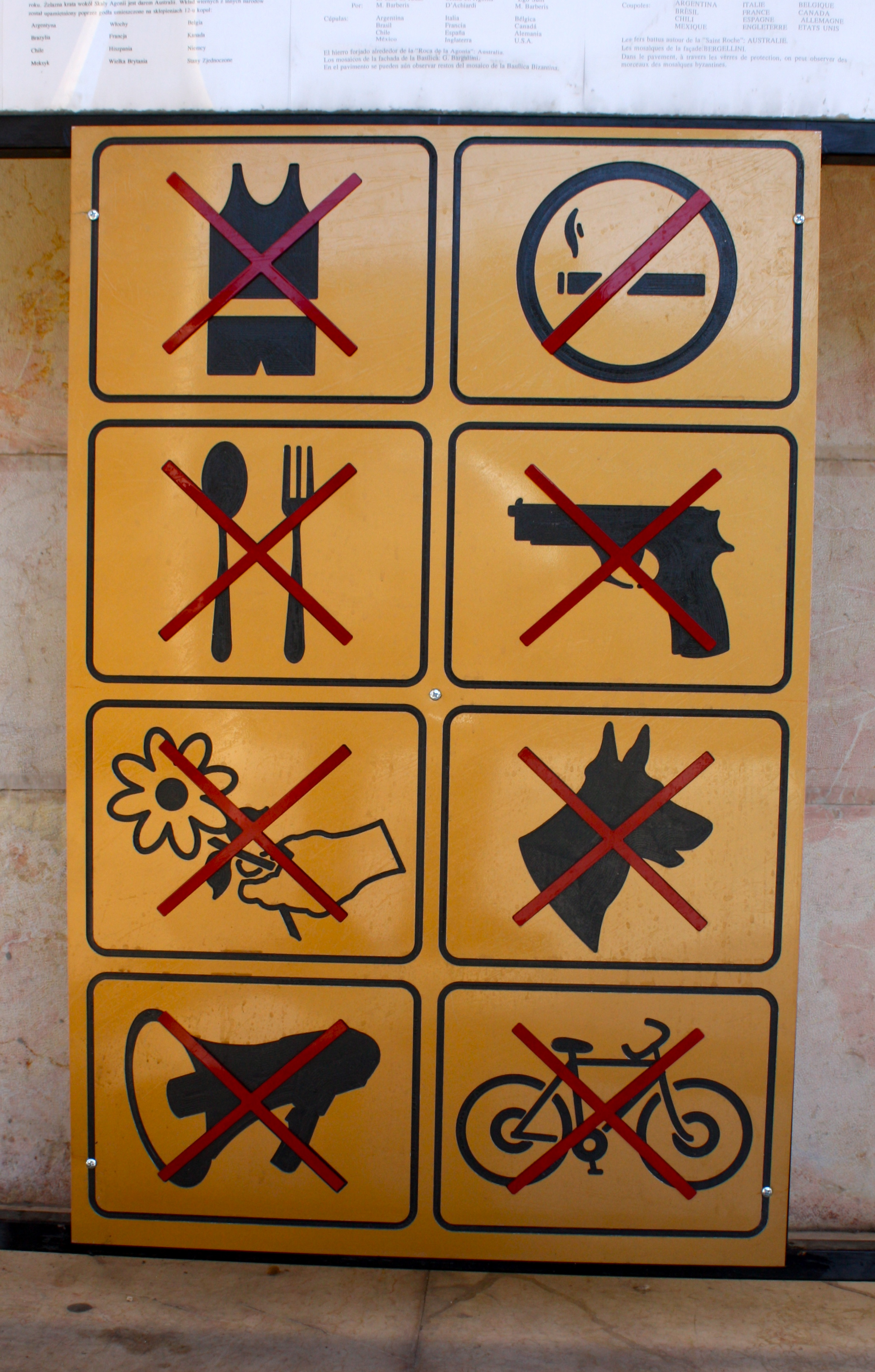
オリーブ山にある看板。

警察の取り締まりが及ばない地域ではISILなどのイスラーム過激派組織が不正に入手した銃器で武装している。

### イスラエル
エルサレムなどの聖地は持ち込み禁止区域となっている。